# Paul Prüssing
Paul Prüssing (* 11. Februar 1861 in Seesen am Harz; † 4. November 1914 in Göschwitz bei Jena; vollständiger Name: Günter Friedrich Paul Prüssing) war ein deutscher Chemiker und Zementfabrikant.

## Familie
Paul Prüssing wurde als zweiter Sohn von Godhard Prüssing, der damals den Bau der Eisenbahn Holzminden-Kreiensen leitete, und Roma Pantzer geboren. Später zog die Familie nach Holzminden, da sein Vater im nahegelegenen Vorwohle die Zementfabrik Prüssing, Planck & Co. mitbegründete. Er heiratete Johanne Karoline Marie Becker, Tochter des herzoglich Braunschweigischen Protokollführers am Amtsgericht Walkenried und Posthalters August Wilhelm Theodor Becker und Betty Karoline Johanne Pape. Sie hatten fünf Kinder:
- Margarethe Dora Prüssing (* 12. Juli 1887 in Tasdorf; † 27. Mai 1958 in Beckum)
- Marie Anna Franziska Prüssing (* 25. Januar 1890 in Tasdorf), Gewerbeoberlehrerin und Landtagsabgeordnete in Thüringen
- Hans Wilhelm Hermann Prüssing (* 22. März 1892; † 19. April 1918 als Soldat), Dr. jur., persönlich haftender Gesellschafter der Sächsisch-Thüringische Portlandzementfabrik Prüssing & Co. KGaA
- Paul Prüssing (* 23. September 1893; † 1894)
- Georg Friedrich Wilhelm Carl Curt Prüssing (* 26. März 1896 in Tasdorf; † 2. April 1988 in München), Dr.-Ing., Chemiker und Unternehmer

## Leben
Nach dem Besuch des Gymnasiums in Holzminden ging er mit seinem älteren Bruder Carl Prüssing im Jahr 1879 nach München, um Chemie und Geologie zu studieren. Zusammen mit seinem Bruder war er Gründungsmitglied des Corps Brunsviga München. Seine Studien setzte Paul Prüssing an den Universitäten Berlin und Göttingen fort, wo er zum Dr. phil. promoviert wurde.
1885 trat er in das Berufsleben ein. Er unterstützte seinen Vater, der inzwischen aus der Vorwohler Portlandzementfabrik Prüssing, Planck & Co. ausgeschieden war, beim Neubau der Portlandzementfabrik Guthmann & Jeserich in Kalkberge-Rüdersdorf bei Berlin. Nach der Fertigstellung dieser Fabrik übernahm er deren Leitung, während sein Vater 1886 in Göschwitz die Sächsisch-Thüringische Portlandzementfabrik Prüssing & Co. KGaA gründete.
Bis 1897 leitete Paul Prüssing die Rüdersdorfer Fabrik, bis diese in der Adler AG aufging. Daraufhin baute er die Mitteldeutsche Portlandzementfabrik Prüssing & Co. in Schönebeck (Elbe) auf. Nach dem Tod seines Vaters Godhard Prüssing im Jahr 1903 übernahm er zusammen mit seinem Bruder Carl die Leitung der beiden Fabriken, denen später noch weitere Zement- und Kalkwerke angegliedert wurden. Nach dem Tod seines Bruders im Jahr 1912 übernahm Paul Prüssing die alleinige Leitung der Gesellschaft und zog im Jahr 1913 mit seiner Familie nach Göschwitz. Hier starb er nach kurzer Krankheit am 4. November 1914.
Als Nachfolger in der Leitung des Unternehmens traten als persönlich haftende Gesellschafter sein Sohn Hans Prüssing und der Sohn von Carl Prüssing, Ernst G. W. Prüssing sowie im Januar 1918 als künftiger Seniorchef der bisherige Aufsichtsratsvorsitzende der Gesellschaft Bernhard Averbeck. Ernst Prüssing verblieb zunächst als Juniorchef und nach der Fusion im Jahre 1941 mit der Schlesischen Portland-Cement-Industrie AG mit dem Sitz in Oppeln als Vorstandsmitglied weiterhin im Unternehmen, bis er im Jahre 1945 von den Sowjets verschleppt und ermordet wurde.
Im Verein Deutscher Portland-Cement-Fabriken betätigte er sich rege und war dort Mitglied im Wirtschaftsausschuss, im Normenrevisions-Ausschuss sowie im Verwaltungsrat des Laboratoriums.